# Sal de Chevreul

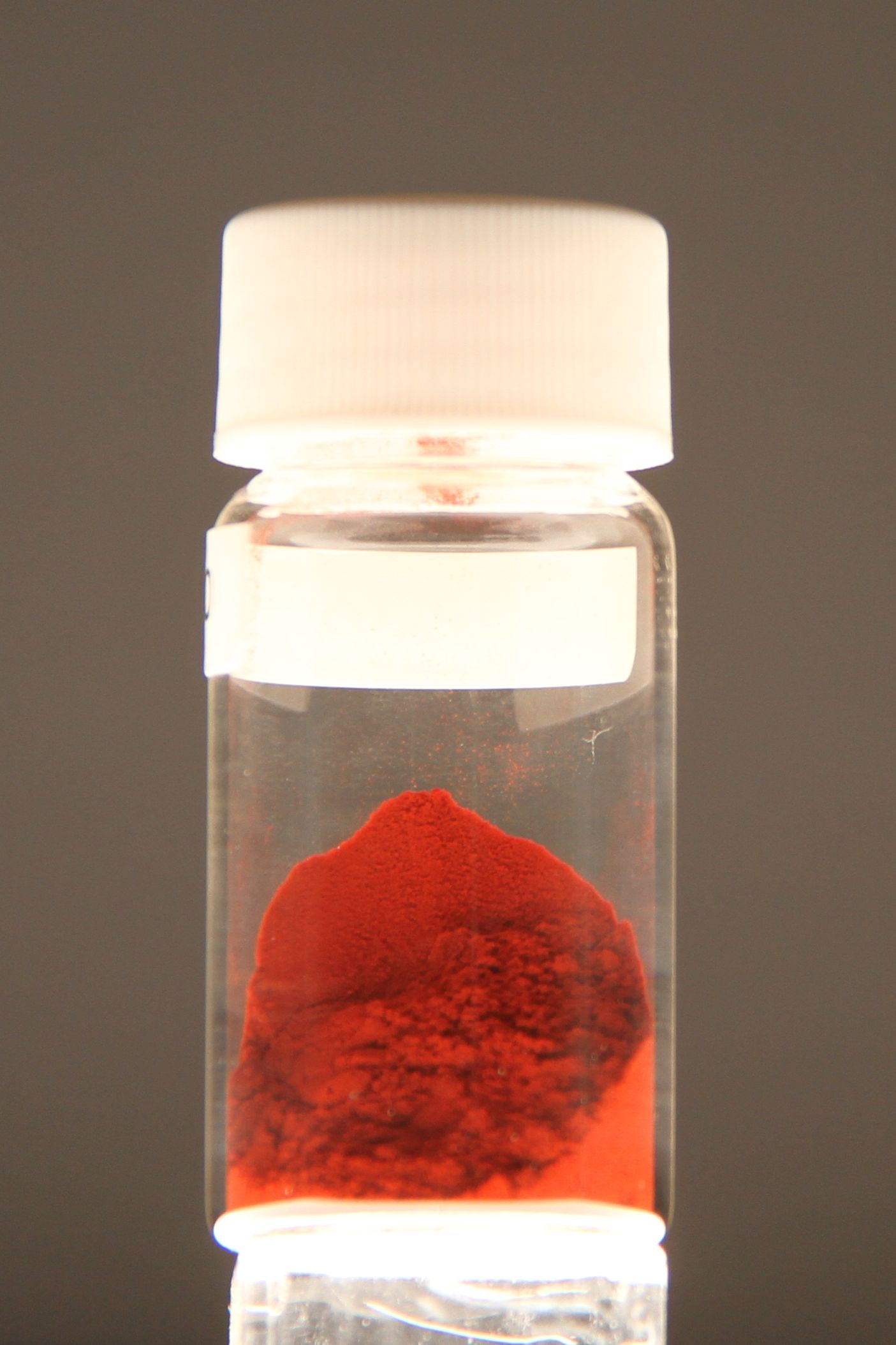
Sal de Chevreul en un frasco

La sal de Chevreul (sulfito de cobre (I, II) dihidratado, Cu2SO3•CuSO3• 2H2O  o Cu3(SO)2• 2H2O), fue preparada por primera vez por el químico francés Michel Eugène Chevreul en 1812. Tiene la particularidad de contener cobre en sus dos estados de oxidación habituales, lo que la convierte en un complejo de valencia mixta. Es insoluble en agua y estable en el aire. La llamada sal de Rogojski es una mezcla de sal de Chevreul y cobre metálico. 

## Preparación
La sal de Chevreul se obtiene tratando sulfato de cobre (II) acuoso con una solución de metabisulfito de potasio. La solución cambia de color de azul a verde de inmediato. Se desconoce la identidad de la especie verde. Al calentar esta solución se produce un precipitado sólido rojizo:
3 CuSO4 + 4 K2S2O5 + 3 H2O → Cu3(SO3)2•2H2O + 4 K2SO4 + 4 SO2 + H2SO4
Cuando los iones de sodio están presentes en las soluciones que forman la sal, el sodio puede sustituir parte del cobre (I), ya que ambos iones tienen la misma carga y tamaños similares.

## Reacciones
La sal de Chevreul presenta propiedades tanto del cobre (I) como del cobre (II). El ácido clorhídrico produce un sólido blanco de cloruro de cobre(I). Si se añade demasiado ácido, el precipitado se disuelve. Si se le añade una solución de amoníaco, el precipitado se disuelve y aparece un color azul intenso, debido a la presencia del complejo. [Cu(NH3)4]2+. 
Es estable hasta 200 °C al calentarla en atmósfera inerte. Desprende agua y dióxido de azufre para dar CuSO4•Cu2O y CuSO4•2CuO. A 850 °C se forma CuO y de 900 °C a 1100 °C aparece Cu2O. Al calentarla en aire u oxígeno se obtienen CuSO4, CuSO3 y, finalmente, CuO (óxido cúprico).

## Propiedades
El espectro infrarrojo de la sal de Chevreul contiene bandas fuertes con máximos en 473, 632 cm−1, medianos a 915, 980 y 1025 cm−1 y una banda débil a 860 cm −1.  La banda débil en 980 cm−1 se debe al estiramiento simétrico del grupo sulfito, la banda en 632 cm−1 se debe a la curvatura simétrica, la banda de 915 cm−1 debido al estiramiento asimétrico y la de 473 cm−1  se debe a una curvatura asimétrica. La ausencia de desdoblamiento en estas bandas indica que el grupo sulfito no está distorsionado por los otros componentes del compuesto. 
En el rango infrarrojo la banda prohibida es de 0,85 eV. 
La sal de Chevreul es un miembro representativo de una serie isomórfica de sales dobles con fórmulas Cu2SO3• FeSO3•2H2O, Cu2SO3• MnSO3•2H2O y Cu2SO3•CdSO3•2H2O. Las propiedades de estas sales muestran el efecto del radio iónico y la dureza iónica.  Otro análogo, Cu2SO3•NiSO3•2H2O, es de color rojo ladrillo. Se elabora burbujeando dióxido de azufre a través de una solución mixta de sulfato de níquel y sulfato de cobre, calentando a 80 °C y cambiando el pH a 3,5 para precipitar la sal. 
La conductividad térmica de la sal de Chevreul es 0,1 kW cm−1 K−1 . La capacidad calorífica es de 0,62 J cm−3 K−1 y la difusividad térmica es de 0,154 cm2s−1 .
La susceptibilidad específica es 3,71×10−6 emu/g. 
En los cristales de sal de Chevreul existen dos entornos para el cobre. El cobre en estado de oxidación +1 se encuentra en un espacio tetraédrico distorsionado y está rodeado por tres átomos de oxígeno y un átomo de azufre. El cobre en estado de oxidación +2 (u otro metal de la serie isomórfica) se encuentra en una coordinación octaédrica distorsionada rodeado por cuatro átomos de oxígeno y dos moléculas de agua. 
El espectro fotoelectrónico de rayos X de la sal de Chevreul muestra picos en 955,6, 935,8, 953,3 y 943,9. eV que corresponden a Cu(II) 2 p1/2, 2 p3/2, Cu(I) 2 p1/2, 2 p3/2 . También hay picos secundarios para el cobre en 963,7 y 943,9. eV. El azufre 2p causa un pico en 166,7 eV y el oxígeno 1s causa un pico en 531,8. 

## Aplicaciones
La sal de Chevreul se utiliza en un proceso hidrometalúrgico para extraer cobre de los minerales. En primer lugar, se oxida el mineral y, a continuación, se extrae con una solución de sulfato de amonio y amoníaco. A continuación, se inyecta dióxido de azufre, lo que provoca la precipitación de dicha sal. El pH debe estar entre 2 y 4,5 para que se produzca la precipitación. 
La sal de Chevreul se forma como producto de la corrosión del cobre metálico en presencia de aire húmedo contaminado con dióxido de azufre. Cuando se forma por primera vez, la sal tiene una forma ortorrómbica inestable con a = 5,591, b = 7,781 y c = 8,356 Å, que cambia a la forma monoclínica normal en un mes, o más rápidamente si se calienta.